# 石膏底料

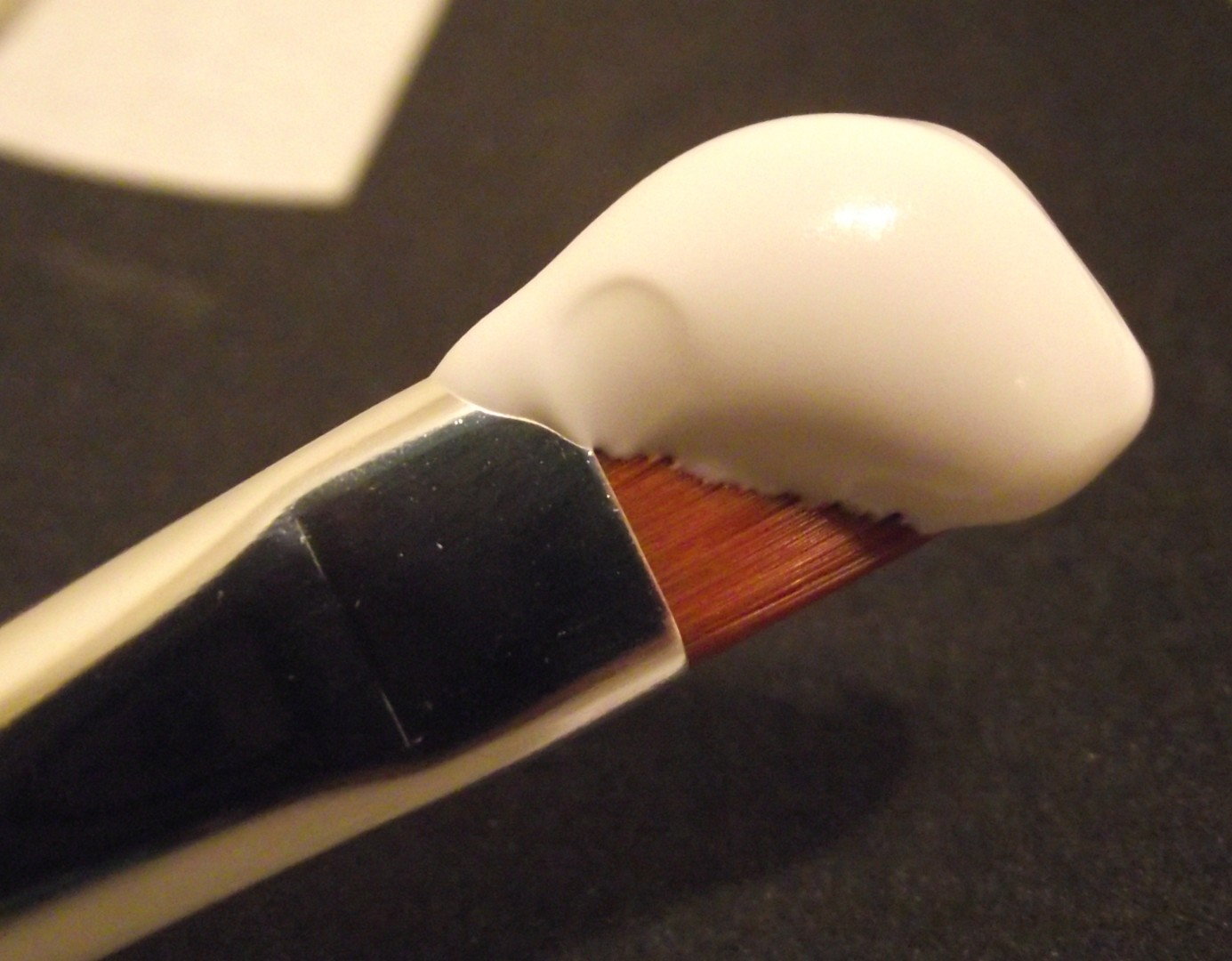
丙烯酸石膏底料

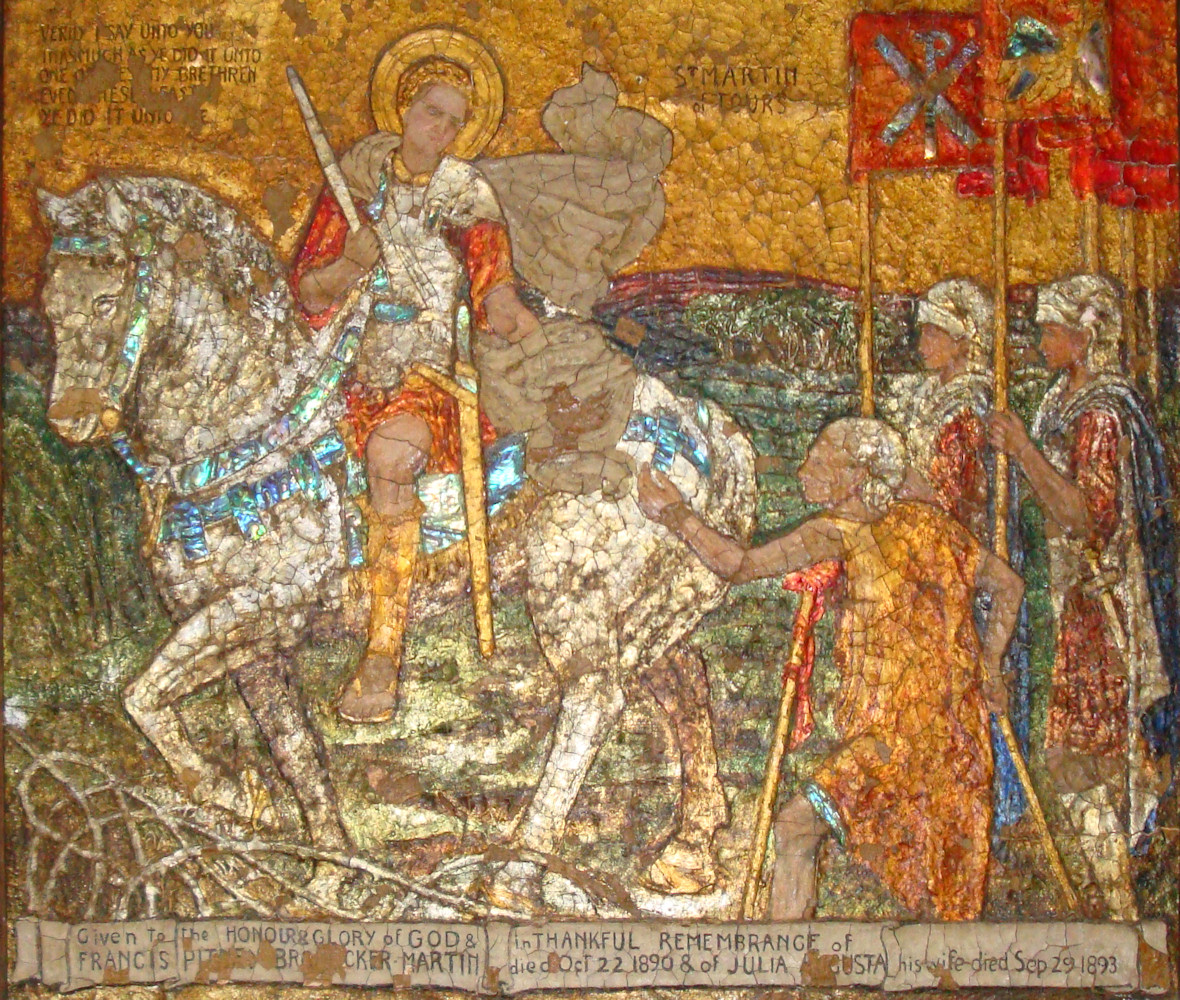
一幅位於漢普郡的石膏底料壁畫，其上人物是都爾的聖瑪爾定

石膏底料（義大利語： 義大利語發音：[ˈdʒɛsːo]；意大利語本意就是石膏）是一種白色的繪畫用混合粘合劑，成分主要可能是白堊、石膏等， 在繪畫時可用石膏底料來做木版畫、布面畫等的底層塗料。石膏底料的顏色一般是白色的。因為吸收性好，無論是在蛋彩畫還是油畫中都可以使用。在一些立體雕塑上有時也會用到這種底料。

## 丙烯酸石膏底料
現代的“丙烯酸石膏底料”也常見使用。 這種底料使用碳酸鈣和丙烯酸类高聚物乳液和其他一些顏料和物質混合而成，實際上已經和石膏沒有關係了。再加上其吸收性沒有真的石膏底料那麼好，因此並不能用來繪製蛋彩畫。 它可以用來提高藝術作品的保存年限。

## 外部連結
- The Technique of Raised Gilding by Jerry Tresser, 1992. （页面存档备份，存于）